# Slot van Schwerin
Het Slot of Kasteel van Schwerin (Duits: Schweriner Schloss) is gelegen in de Duitse stad Schwerin, de hoofdstad van de deelstaat Mecklenburg-Voor-Pommeren. Het staat op een eiland in de Schweriner See. Gedurende eeuwen was het de residentie van de hertogen en groothertogen van Mecklenburg en Mecklenburg-Schwerin. Thans wordt het gebruikt als de zetel van het parlement van Mecklenburg-Voor-Pommeren. In 2024 werd het op de Unesco-Werelderfgoedlijst geplaatst.

## Geschiedenis
Reeds in de 10e eeuw werd deze plaats al genoemd als een Slavische versterking. In 1348 verplaatsen de hertogen van Mecklenburg hun hoofdstad naar Schwerin. In de tweede helft van de 14e eeuw werd er een kasteel gebouwd en onder hertog Johan Albrecht I in de 16e eeuw verbouwd en comfortabeler gemaakt naar de smaak van de Venetiaanse en Nederlandse renaissance-architectuur. In 1756 verhuisde het hof echter naar kasteel Ludwigslust.
In 1837 verhuisde men de groothertogelijke residentie terug naar Schwerin. Het kasteel was intussen wel vervallen. Groothertog Paul Frederik besloot om het kasteel te herbouwen. Onder zijn opvolger Frederik Frans II werden het bouwen voortgezet volgens de plannen van de architecten Georg Adolf Demmler, Gottfried Semper, Friedrich August Stüler en Ernst Friedrich Zwirner. Het resultaat was een neo-renaissancistisch pronkgebouw met een neogotische slotkapel. Enkele muurfragmenten van de 17e-eeuwse bouw zijn daarin bewaard gebleven. De tuinen zijn van 1840 tot 1852 heraangelegd door de bekende Pruisische tuin- en landschapsarchitect Peter Joseph Lenné.
In december 1913 brak er een brand uit in het kasteel. De revolutie van 1918 zorgde ervoor dat de groothertog aftrad. Later werd het een museum en in 1948 de zetel van het regionale parlement. De DDR gebruikte het als school voor kleuterleiders tussen 1952 en 1981. Daarbij voerden zij drastische wijzigingen door in het gebouw, als het plaatsen van betonnen muren teneinde gelijkvormige lokalen te verkrijgen. Daarna werd het opnieuw een museum tot 1993. Sinds 1990 wordt het gebruikt door het parlement van de deelstaat Mecklenburg-Voor-Pommeren. Grote renovaties zijn reeds gebeurd en, door de grootte van het gebouw, zijn ze nog steeds aan de gang. De "verbeteringen" uit de DDR-tijd zijn daarbij grotendeels ongedaan gemaakt. 

## Afbeeldingen

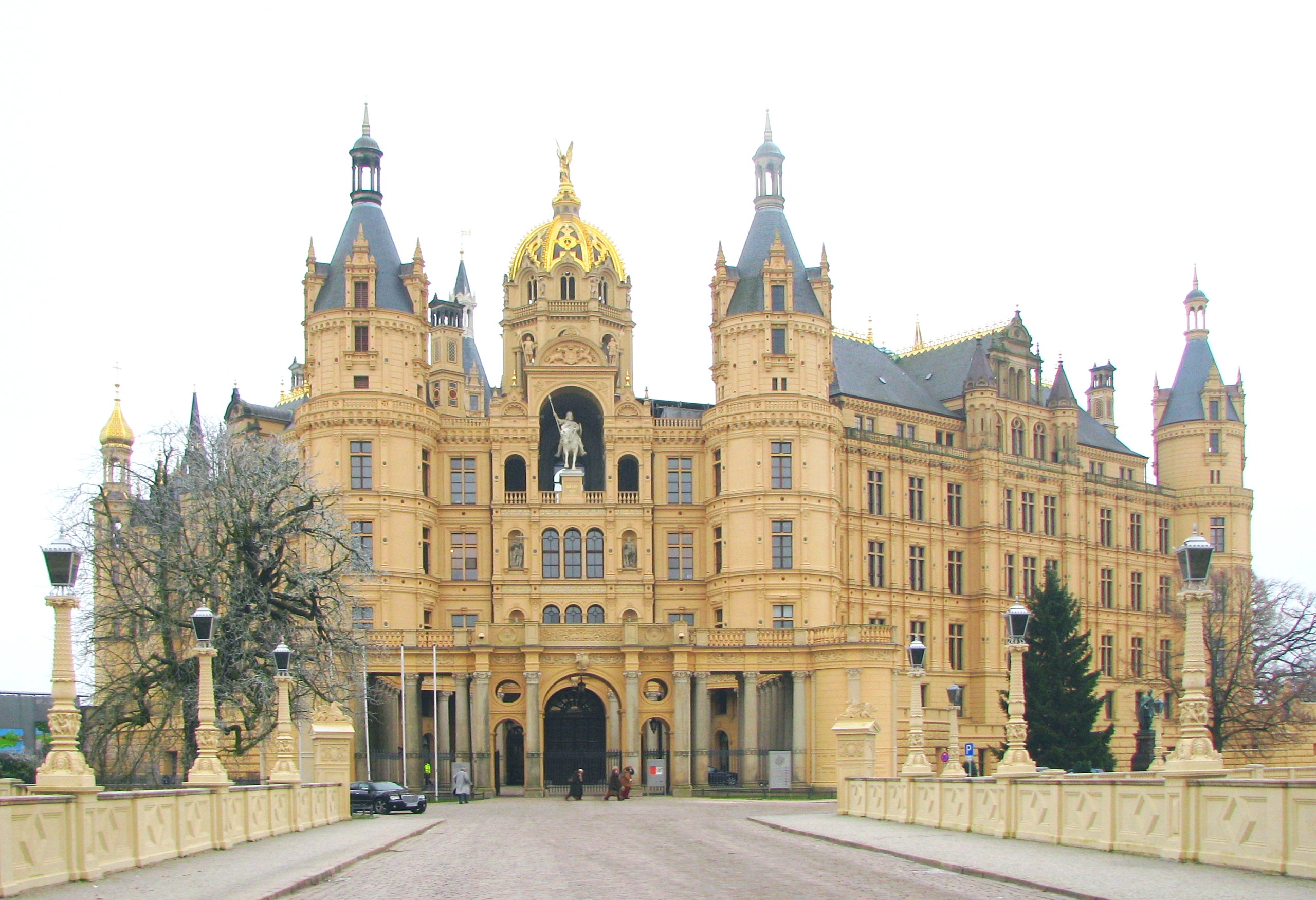
Slot Schwerin met hoofdingangsgebouw (2018).
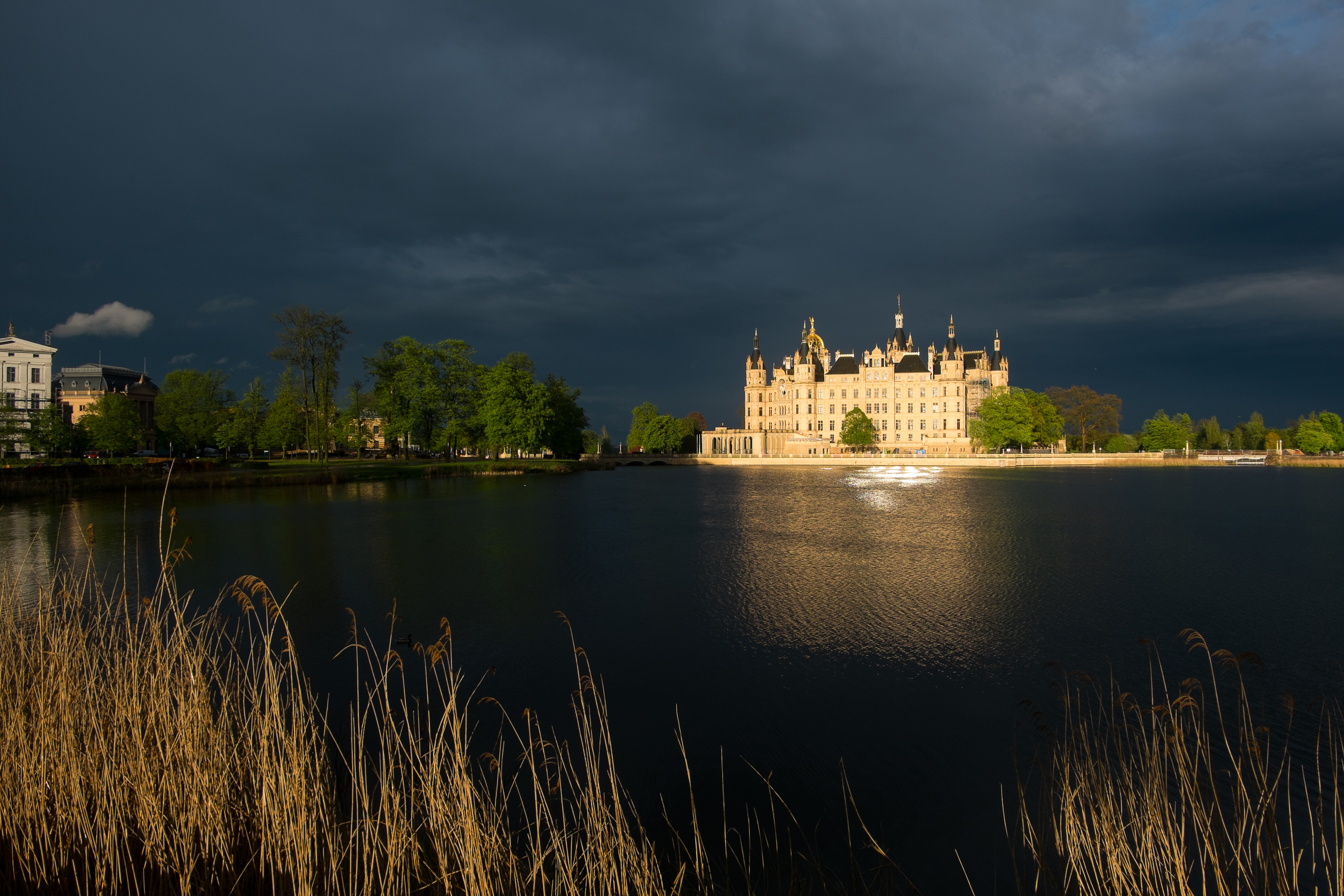
Slot Schwerin in 2005.
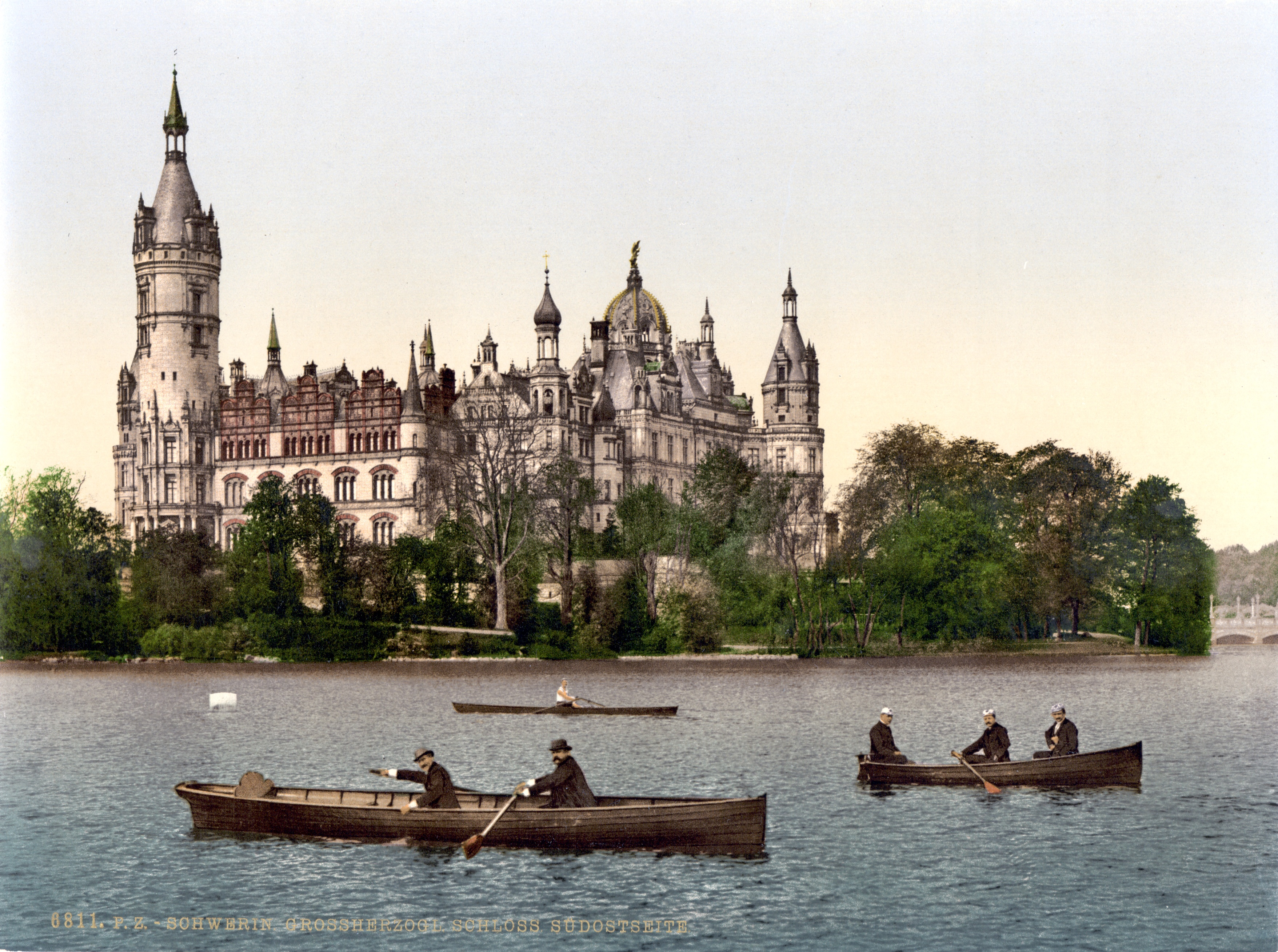
Slot Schwerin in 1900.
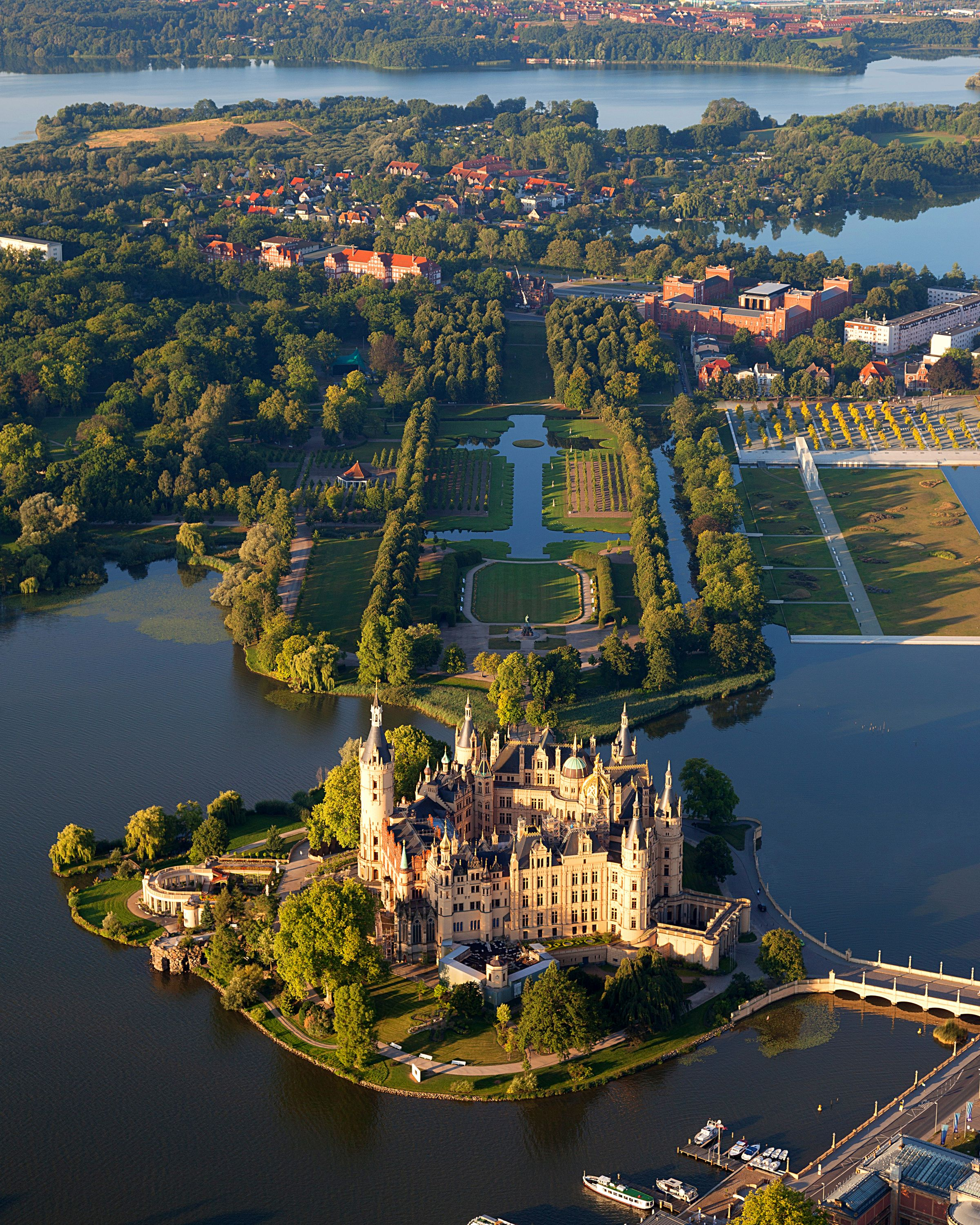
Het slot bekeken vanuit de lucht.

Dom van Aken · Abdij en Altenmünster van Lorsch · Slot Augustusburg en slot Falkenlust in Brühl · Bamberg · Bauhaus en zijn sites in Weimar, Dessau en Bernau · Klassiek Weimar · Fagusfabriek · Rammelsbergmijnen en historische stad Goslar · Dom van Keulen · Hanzestad Lübeck · Luthergedenkplaatsen in Eisleben en Wittenberg · Abdij van Maulbronn · Groeve Messel · Fürst-Pückler-Park Bad Muskau · Kloostereiland Reichenau · Museuminsel in Berlijn · Parklandschap Dessau-Wörlitz · Stiftskerk, kasteel en historisch centrum van Quedlinburg · Bedevaartskerk van Wies · Historisch centrum van Regensburg met Stadtamhof · Romeinse monumenten, Dom en Onze-Lieve-Vrouwekerk in Trier · Oude en voorhistorische beukenbossen van de Karpaten en andere regio's van Europa · Paleizen en parken van Potsdam en Berlijn · Michaeliskirche en Dom van Hildesheim · Dom van Speyer · Historisch centrum van Stralsund en Wismar · Stadhuis en Rolandstandbeeld van Bremen · Grenzen van het Romeinse Rijk: Opper-Germaans-Raetische limes · Bovenloop van het Midden-Rijndal · IJzersmelterij van Völklingen · Kasteel Wartburg · Residentie van Würzburg · Kolenmijn en industriecomplex Zeche Zollverein in Essen · Modernistische woonwijken in Berlijn · Waddenzee · Prehistorische paalwoningen in de Alpen · Markgrafelijk Operahuis in Bayreuth · Bergpark Wilhelmshöhe · Karolingisch westwerk en Civitas Corvey · Speicherstadt en het Kontorhausviertel met het Chilehaus in Hamburg · Architecturaal werk van Le Corbusier (Weißenhofsiedlung) · Grotten en kunst uit de ijstijd in de Zwabische Jura · Archeologisch grenslandschap van Hedeby en de Danevirke · Dom van Naumburg ·  Mijnstreek Erzgebirge/Krušnohoří · Waterbeheersysteem van Augsburg · Historische kuuroorden van Europa (Bad Ems, Baden-Baden en Bad Kissingen) · Mathildenhöhe Darmstadt · Grenzen van het Romeinse Rijk - De Neder-Germaanse limes · ShUM-sites van Speyer, Worms en Mainz · Grenzen van het Romeinse Rijk - De Donaulimes (Westelijk gedeelte)  · Joods-middeleeuws erfgoed van Erfurt · Complex van de residentie van Schwerin · Moravische kerknederzettingen (Herrnhut)
1. ↑  DW